# Trio Hoganas
Trio Hoganas var en svensk akrobattrupp, internationellt verksam under åren 1956–1975. Trions medlemmar, samtliga födda i slutet av 1920-talet, kom från Höganäs och kallade sig till en början Trio Höganäs.
Trion väckte uppmärksamhet med sin konster, främst med den så kallade ”tandlinan”, där två av medlemmarna höll en lina utsträckt med tänderna medan den tredje utförde  balansnummer på den. Det var ledaren för Furuviks Ungdomscirkus Bodo West (Rosenberg), som i början av 1950-talet inspirerade dem till detta nummer och de framträdde med cirkusen från 1952.
Göthe Persson, Egon Larsson och Boris Bengtsson var namnen på de ursprungliga medlemmarna. Persson och Bengtsson efterträddes senare av Gert Karlsson och Egon Larssons danskfödda maka Bende född Malling.
Trion turnerade i början av 60-talet i Australien och Nya Zeeland i mer än ett år. De har turnerat i Sydafrika, Ghana, Sydamerika och USA. I Sverige uppträdde de på China-varietén i Stockholm eller på Liseberg i Göteborg. Säsongen 1969 reste de med Cirkus Scott i Sverige. I september 1975 arbetade de på Casino du Liban i Beirut. Det var deras sista engagemang. De drog sig därefter tillbaka och övergick till annan verksamhet.